# Cortinaire remarquable

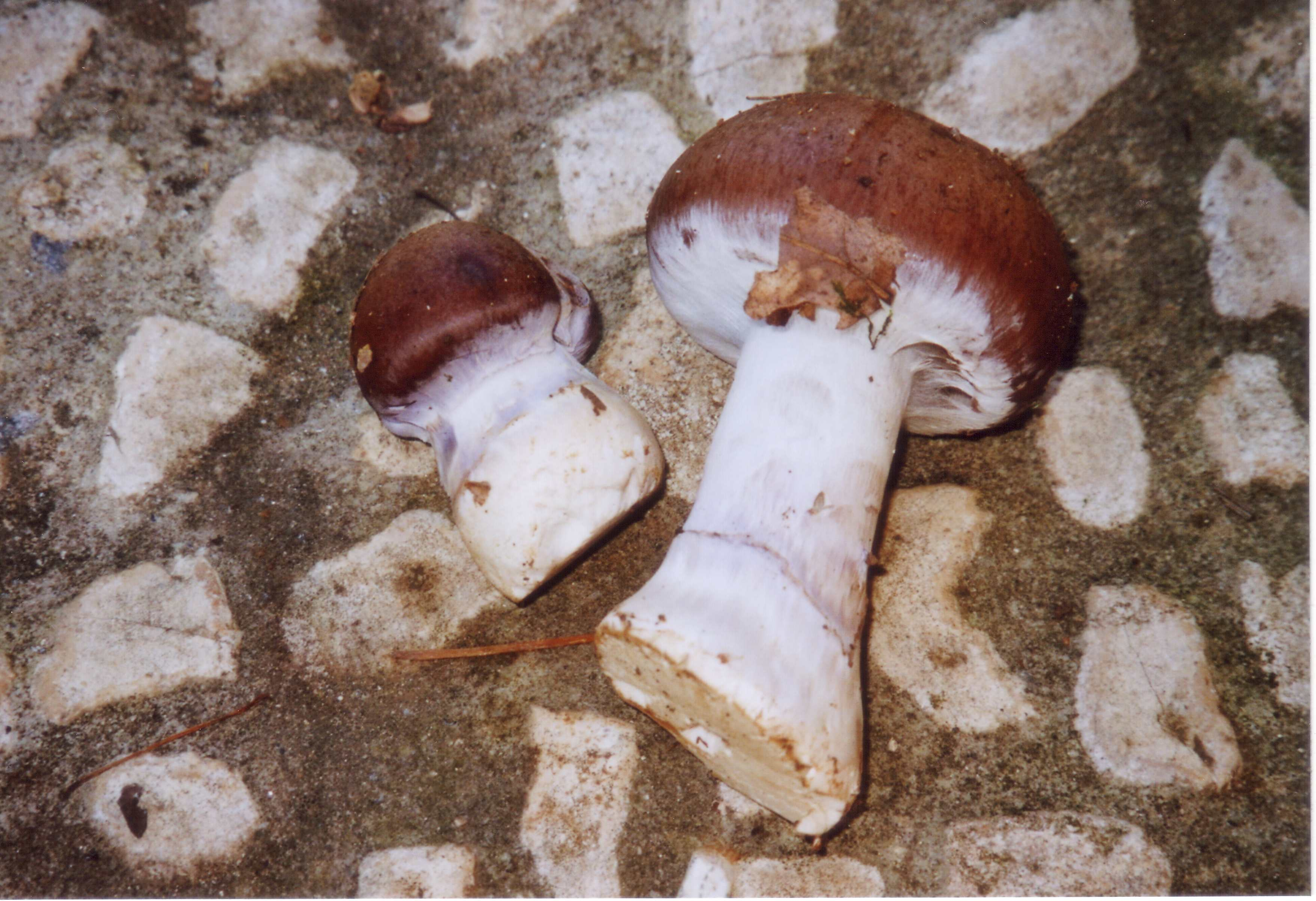
Cortinarius praestans
Espèce
Cortinarius praestans, en français, le cortinaire remarquable,  cortinaire majestueux,  cortinaire élégant, aussi appelé cortinaire de Berkeley, est une espèce de champignons basidiomycètes de la famille des cortinariacées.

## Description du sporophore
Le chapeau de 10 à 20 cm est globuleux puis largement étalé, brun vineux.
Ses lames serrées, inégales, blanchâtres sont un peu violacées, cachées au début par une abondante cortine blanc violacé.
Le stipe (pied) de 10 à 15–20 cm, est obèse au début (jusqu'à 7 cm de diamètre) reste robuste et bulbeux, blanchâtre et porte des fibrilles violettes.
La chair est épaisse et ferme, blanche, un peu ocrée dans le bulbe du pied. Odeur et saveur faibles.
Sporée brun-roux.

## Habitat
Il pousse à l'automne en groupes, parfois en cercle dans des forêts de feuillus (chênes, frênes) sur sol calcaire et argilo-calcaire. Il est plutôt rare.

## Comestibilité
C'est un excellent comestible, sans doute le meilleur des cortinaires.

## Espèces proches et risques de confusion
Le cortinaire remarquable peut se confondre avec d'autres gros cortinaires tels que Cortinarius varius, C. purpurascens ou C. alboviolaceus (de nombreux cortinaires présentent des teintes violacées) mais il s'en distingue facilement par sa taille et, comme son nom scientifique l'indique, sa prestance.

## Sources
- Roger Phillips, Les Champignons, éditions Solar,  (ISBN 2-263-00640-0)
- André Marchand, Champignons du Nord et du Midi, tome II / IX, Hachette,  (ISBN 84-399-5721-1)